# 怪獸宇宙
怪獸宇宙是一個美國跨媒體製作與虛構世界，主要以哥吉拉與金剛為主軸的怪獸電影系列。電影的發行商為華納兄弟，而製片商則是傳奇影業和東寶（《哥吉拉》系列）。
該宇宙由五部電影和兩部電視劇組成，第一部作品為《哥吉拉》（2014年），同時也是「哥吉拉系列」的重啟電影。第二部為《金剛：骷髏島》（2017年），其也是「金剛系列」的重啟。該系列電影在全球票房總收入為19.55億美元，並受到評論家的普遍好評。

## 發展
由五部電影和兩部電視劇組成。該系列電影獲得了普遍積極的評價，全球票房收入達 19.55 億美元。
在《哥吉拉》（2014年）上映後幾週，製片商傳奇影業於2014年7月的聖地亞哥國際動漫展上證實，該公司已獲得摩斯拉、拉頓和王者基多拉的版權，並在會場上揭露了概念圖片，和以「衝突：不可避免讓牠們戰鬥」的字卡作結。2015年9月，傳奇宣布，電影《金剛：骷髏島》將不會與環球影業共同合作計劃。反之，它會與華納兄弟共同發展，這使得哥吉拉和金剛這兩大怪獸有望出現在同一部電影中。
2015年10月，傳奇宣布計劃將金剛和哥吉拉交會於一部名為《哥吉拉大戰金剛》的電影，並定於2020年推出。傳奇計劃建立一個以「君主（Monarch）」為中心的共同宇宙，並將金剛和哥吉拉與其他經典的巨型超級怪獸集結在一起。儘管傳奇現在與環球合作，但唯獨該宇宙是與華納兄弟共同合作。10月，透露在《金剛：骷髏島》將會提及君主計畫。
2016年5月，華納兄弟宣布，《哥吉拉大戰金剛》將於2020年5月29日上映，而《哥吉拉2》將從原來的2018年6月延期至2019年3月22日。同一個月，華納兄弟透露，《哥吉拉》的導演蓋瑞斯·愛德華退出了《哥吉拉2》，因為他想改拍攝小規模的電影。2016年10月，傳奇宣布，《哥吉拉2》將在其母公司萬達的中國青島東方影都拍攝。同月，麥可·道格堤和查克·希爾茲正在為《哥吉拉2》撰寫劇本；此外，傳奇還打算成立一個編劇團來建立自己的哥吉拉-金剛宇宙，而艾力克斯·賈西亞將擔任監製。一天後，據報導，道格堤正在會談擔任《哥吉拉2》的導演。2016年12月，傳奇透露，《哥吉拉2》將正式定名為《哥吉拉 II 怪獸之王》（Godzilla: King of the Monsters）。
2017年1月初，有報導指出《哥吉拉 II 怪獸之王》將於亞特蘭大製作。同月，據報導，傳奇影業的創始人湯瑪士·塔爾從公司辭職，但仍繼續擔任哥吉拉和金剛系列電影的監製；此外，該宇宙被官方正式定名為「怪獸宇宙（MonsterVerse）」。2017年3月，傳奇影業集結了一個以泰瑞·羅西奧為首的編劇團，為《哥吉拉大戰金剛》創作故事。
《哥吉拉大戰金剛》原本被視為怪獸宇宙的完結作。2021年4月，《哥吉拉大戰金剛》上映後，據報導，怪獸宇宙有望以下一部作品《金剛之子》（Son of Kong ）延續。
2022年3月，宣布計劃將於今年在黄金海岸及昆士蘭州東南部拍攝《哥吉拉大戰金剛》的續集。據Screen Rant報導，該計劃為《金剛之子》。2022年5月，宣布由執導《哥吉拉大戰金剛》的亞當·溫高德擔任導演，丹·史蒂文斯被選為主角。該片定於2024年3月29日上映。

## 電影
| 標題                     | 美國上映日    | 導演               | 故事                                      | 編劇                                      | 監製                                                              | 狀態   |
| ------------------------ | ------------- | ------------------ | ----------------------------------------- | ----------------------------------------- | ----------------------------------------------------------------- | ------ |
| 《哥吉拉》               | 2014年5月16日 | 蓋瑞斯·愛德華      | 大衛·卡拉漢                               | 麥斯·包恩斯坦                             | 湯瑪士·塔爾 & 強·賈希尼 & 瑪莉·帕倫特 & 布萊恩·羅傑斯             | 已上映 |
| 《金剛：骷髏島》         | 2017年3月10日 | 喬丹·沃格特-羅伯茲 | 約翰·蓋汀斯 & 丹·吉洛伊                   | 丹·吉洛伊 & 麥斯·包恩斯坦                 | 湯瑪士·塔爾 & 強·賈希尼 & 瑪莉·帕倫特 & 艾力克斯·賈西亞           | 已上映 |
| 《哥吉拉 II 怪獸之王》   | 2019年5月31日 | 麥可·道格堤        | 麥斯·包恩斯坦 & 麥可·道格堤 & 查克·希爾茲 | 麥斯·包恩斯坦 & 麥可·道格堤 & 查克·希爾茲 | 湯瑪士·塔爾 & 強·賈希尼 & 瑪莉·帕倫特 & 布萊恩·羅傑斯             | 已上映 |
| 《哥吉拉大戰金剛》       | 2021年3月31日 | 亞當·溫高德        | 泰瑞·羅西奧 & 麥可·道格堤 & 查克·希爾茲   | 艾瑞克·皮爾森 & 麥斯·包恩斯坦             | 瑪麗·帕倫特 & 亞歷克斯·加西亞 & 艾瑞克·麥克利奧德 & 布萊恩·羅傑斯 | 已上映 |
| 《哥吉拉與金剛：新帝國》 | 2024年3月29日 | 亞當·溫高德        | 泰瑞·羅西奧 & 亞當·溫高德 & 賽門·巴雷特   | 泰瑞·羅西奧 & 賽門·巴雷特 & 傑瑞米·史列特 | 艾瑞克·麥克利奧德                                                 | 已上映 |
| 《哥吉拉與金剛：超新星》 | 2027年3月26日 | 格蘭特·史普多雷    | 大衛·卡拉漢                               | 大衛·卡拉漢                               | 瑪麗·帕倫特                                                       | 拍攝中 |

### 未來
2017年10月，史蒂芬·S·迪奈特（《環太平洋2：起義時刻》的導演和編劇）提到，關於怪獸宇宙和《環太平洋》系列之間的跨界合作已經進行了討論，但他強調這只是理論上的可能性。吉勒摩·戴托羅（《環太平洋》的導演和編劇）也表達了對於該片與怪獸宇宙跨界合作的興趣。 
2019年3月，當被問及怪獸宇宙的未來時，亞歷克斯·加西亞表示：「這是一塊一塊壘起來的磚頭，每一塊都必須盡可能地好，所以現在一切都集中在這部電影上（此指《哥斯拉2：怪獸之王》和《哥斯拉大戰金剛》）。但是可能會有嗎？是的，希望如果電影表現得非常好的話」。
2021年2月，亞當·溫高德表示：「我知道電影未來的潛在方向」。然而，他指出怪獸宇宙在某種程度上是為了導向「哥斯拉大戰金剛」而創造的，並補充稱怪獸宇宙正處於「十字路口」的狀態，「現在觀眾必須前進一步並投票支持更多這樣的電影，如果這部電影成功，我們顯然還會繼續前進」。同年4月4日，傳奇影業的首席執行官喬希·格羅德在談到可能的續集時表示：「我們有很多更多電影的想法」。同月，「#ContinueTheMonsterverse」的主題標籤在Twitter上成為熱門話題，得到了傳奇影業的認可和喬丹·沃格特-羅伯茲的支持。
根據《好萊塢報導》雜誌在2021年4月27日報導稱，傳奇影業正在「悄悄採取措施將系列擴展到一個或多個章節」，同時與溫高德進行談判，以籌備下部電影的製作，期間包括《金剛之子》也作為新片潛在的標題。8月，伯倫斯坦表示，由於《哥斯拉大戰金剛》的成功，將會有一些新的、有趣的續集問世。伯倫斯坦還表達了希望看到傳奇影業製作一部只有很少人物角色的電影的興趣，並表示：「我認為這是可能的。這將是非常有野心的。我認為以《瘋狂麥斯：憤怒道》的方式是完全可能的，只用最少的人物角色來描繪生物」。

## 電視劇
| 劇集                             | 季數 | 集数 | 集数 | 上線日期       | 上線日期       | 电视网    | 節目統籌(s)     | 狀態   |
| -------------------------------- | ---- | ---- | ---- | -------------- | -------------- | --------- | --------------- | ------ |
| 《骷髏島》                       | 1    | 8    | 8    | 2023年6月22日  | 2023年6月22日  | Netflix   | 布萊恩·杜菲爾德 | 已發布 |
| 《君主計畫：神祕組織與怪獸之謎》 | 1    | 10   | 10   | 2023年11月18日 | 2023年11月18日 | Apple TV+ | 克里斯·布萊克   | 已發布 |

2021年1月，宣布了一部名為《骷髏島》，受日本動畫影響的動畫系列。該系列以一群年輕漂流者的冒險為中心，講述他們試圖逃離棲息著各種史前怪獸的骷髏島。該項目由布萊恩·達菲爾德編寫，他也擔任該作品的聯合執行製片人，雅各布·羅賓遜則是聯合執行製片人。《骷髏島》則由傳奇電視、拖拉機褲製作、強大動畫工作室和Netflix動畫合資製作。2023年5月，傳奇宣布該系列將於2023年6月22日在Netflix上發布，並釋出了預告片、海報和配音陣容。
2022年1月，傳奇宣布蘋果公司的Apple TV+已經訂購了一部以哥吉拉與泰坦巨獸們為主角的真人劇集，由克里斯·布萊克擔任節目統籌。布萊克和馬特·弗萊託將擔任聯合創作者和執行製片人。該劇集將聚焦於「一個家族揭開埋藏的秘密和他們與被稱為君主的秘密組織的聯繫」的旅程。喬比·哈羅德、托瑞·坦奈爾、松岡博和有田岳正將擔任額外的執行製片人。
《哥斯拉大戰金剛》取得成功後，製作團隊開始討論如何在電影之外持續擴展怪獸宇宙的方式。傳奇提議製作一部真人劇集，而在潛在的買家中，蘋果公司的Apple TV+立即表示興趣並達成了開發協議。該項目將由傳奇電視、Safehouse Pictures、東寶公司和蘋果公司的Apple TV+原創劇集共同製作。並於2022年6月宣布演員陣容。麥特·夏克曼將執導前兩集並擔任執行製片人。

## 漫畫
| 標題                                                | 美國發行日    | 編劇                            | 故事                            | 插畫家                                                  | 封面畫家                      | 附註                                                       |
| --------------------------------------------------- | ------------- | ------------------------------- | ------------------------------- | ------------------------------------------------------- | ----------------------------- | ---------------------------------------------------------- |
| 《哥吉拉：覺醒》（Godzilla: Awakening）             | 2014年5月7日  | 麥斯·包恩斯坦 & 葛雷格·包恩斯坦 | 麥斯·包恩斯坦 & 葛雷格·包恩斯坦 | 艾瑞克·巴特爾 & 亞維爾·吉謝特 & 艾倫·奎柯 & 李·洛克里奇 | 亞瑟·亞當斯                   | 搭配《哥吉拉》的前傳漫畫                                   |
| 《骷髏島：金剛誕生》（Skull Island: Birth of Kong） | 2017年4月5日  | 阿爾維德·尼爾森                 | 阿爾維德·尼爾森                 | 李德                                                    |                               | 搭配《金剛：骷髏島》的前傳兼續集漫畫                       |
| 《哥斯拉：餘震》（Godzilla: Aftershock）            | 2019年5月21日 | 阿爾維德·尼爾森                 | 阿爾維德·尼爾森                 | Drew Edward Johnson                                     | Christopher Shy & 亞瑟·亞當斯 | 搭配《哥吉拉》的續集漫畫兼《哥吉拉 II 怪獸之王》的前傳漫畫 |

## 迴響

### 票房
| 電影               | 美國上映日    | 票房收入     | 票房收入       | 票房收入       | 預算                     | 參考   |
| 電影               | 美國上映日    | 北美         | 其他地區       | 全球           | 預算                     | 參考   |
| ------------------ | ------------- | ------------ | -------------- | -------------- | ------------------------ | ------ |
| 哥吉拉             | 2014年5月16日 | $200,676,069 | $328,400,000   | $529,076,069   | $160,000,000             | [ 45 ] |
| 金剛：骷髏島       | 2017年3月10日 | $168,052,812 | $398,600,000   | $566,652,812   | $185,000,000             | [ 46 ] |
| 哥吉拉 II 怪獸之王 | 2019年5月31日 | $110,500,138 | $276,100,000   | $386,600,138   | $170,000,000–200,000,000 | [ 47 ] |
| 哥吉拉大戰金剛     | 2021年3月31日 | $100,916,094 | $367,300,000   | $468,216,094   | $155,000,000–200,000,000 | [ 48 ] |
| 總計               | 總計          | $580,145,113 | $1,370,400,000 | $1,950,545,113 | $670,000,000–745,000,000 |        |

### 評價
| 標題                   | 爛番茄           | Metacritic     | CinemaScore |
| ---------------------- | ---------------- | -------------- | ----------- |
| 《哥吉拉》             | 75%（322篇評論） | 62（48篇評論） | B+          |
| 《金剛：骷髏島》       | 75%（383篇評論） | 62（49篇評論） | B+          |
| 《哥吉拉 II 怪獸之王》 | 43%（337篇評論） | 48（46篇評論） | B+          |
| 《哥吉拉大戰金剛》     | 75%（348篇評論） | 59（57篇評論） | A           |

| 標題                             | 爛番茄         | Metacritic   |
| -------------------------------- | -------------- | ------------ |
| 《骷髏島》                       | 82% (17篇評論) | 51 (4篇評論) |
| 《君主計畫：神祕組織與怪獸之謎》 | 89% (18篇評論) | 63 (5篇評論) |

## 備註
1. ↑  「君主」是於2014年的《哥吉拉》中首次登場的政府秘密機構。